# Gnophos retrusata
Gnophos retrusata là một loài bướm đêm trong họ Geometridae.